# Ius edicendi
Lo ius edicendi è la potestà per i magistrati romani di emanare editti, inizialmente inteso come il programma che il praetor urbanus e quello peregrinus emanava dicendo quali sarebbero state le regole che avrebbe seguito nella sua opera di integrazione dello ius civile
Il giurista romano Gaio  ricorda che analogo potere spettava anche ai presidi delle provincie senatorie e agli edili curuli: Questo il brano delle sue Istituzioni:
(G.1.6)

## La codificazione
Con il passare degli anni, avvenne sempre più di frequente che il nuovo Praetor si richiamasse all'edictum del predecessore anziché creare nuove regole e nuovi programmi di amministrazione della giustizia. Sul finire del I secolo d.C. l'editto pretorio finì così per perdere la sua funzione propulsiva del diritto romano. Ogni anno i magistrati riproducevano le medesime regole giuridiche e i principî che si erano andati consolidando nella prassi degli anni precedenti. Ma fu solo con l'imperatore Adriano che la possibilità per i pretori di introdurre modifiche all'Editto fu interrotta legislativamente. Da quanto risulta dalla costituzione imperiale Tanta emanata da Giustiniano, l'imperatore Adriano diede incarico al giureconsulto Salvio Giuliano di codificare e riordinare il testo dell'Edictum ormai divenuto perpetuum.